# Jana Bařinková
Jana Bařinková, rozená Doleželová (* 2. září 1981 Vyškov) je česká hudební skladatelka, básnířka, zpěvačka, klavíristka.

## Život
Jana Bařinková pochází z Lulče u Vyškova na jižní Moravě, má slovensko-italské kořeny. Již ve čtyřech letech začala hrát na klavír a hudba a umělecká tvorba se stala nedílnou součástí jejího života. Studovala klasický zpěv u Magdy Vitkové a Jana Ondrejky, v roce 2013 absolvovala na Letní škole barokní hudby masterclasses u amerického pěvce Joela Frederikssena, zaměřeného na interpretaci barokní hudby. Od r. 2009 je sólistkou barokního souboru Brněnská Camerata (pod vedením flétnisty a hudebního skladatele Petra Zapletala). Od svých šestnácti let působí jako chrámová varhanice v rodné Lulči. Na gymnáziu začala psát poezii (ještě pod svým dívčím jménem Doleželová), která měla úspěch na několika básnických soutěžích (Náchodská Prima sezóna – 2. místo v r. 2000, Týnišťský literární Parnas 2000 – 1. místo), její básně byly rovněž tématem jednoho z poetických večerů Mirka Kováříka v brněnském divadle Husa na provázku (2000). Svými klavírními improvizacemi a skladbami doprovázela akce vyškovských amatérských divadel.
Po absolvování gymnázia vystudovala v letech 2001–2006 na Hudební fakultě Janáčkovy akademie múzických umění v Brně kompozici u Františka Emmerta. Na téže fakultě pokračovala u Ivo Medka v doktorském studiu, které dokončila v roce 2011. Na JAMU byla i členkou akademického senátu. V roce 2004 získala stipendium nadace Českého hudebního fondu.
Samostatně i jako členka sdružení Hudbaby (Sdružení skladatelek z Moravy) se svými skladbami účastnila festivalů soudobé hudby u nás i v zahraničí (např. Setkání nové hudby plus v Brně, Forfest Kroměříž, Komponistinen und ihr Werk v Kasselu, Gaudeamus v Amsterdamu, Festival nové hudby v polské Bytomi).
Značnou část jejího dosavadního díla tvoří elektroakustické skladby. Kromě koncertního uvádění se objevily i na slovenském RadioArtu.
Za své dílo byla již několikrát vyznamenána na festivalech a soutěžích. Získala 3.cenu ve skladatelské soutěži Generace (2004) nebo zvláštní cenu pro mladé skladatele v mezinárodní soutěži elektroakustické hudby Musica Nova v roce 2005. V roce 2010 se stala nejúspěšnějším mladým autorem vážné hudby, kterého každoročně vyhlašuje Ochranný svaz autorský.
V současné době působí jako sólová zpěvačka (soprán) specializující se na hudbu duchovní a operní (zejména z období baroka), a učitelka hry na klavír, elektronické klávesové nástroje a sólový zpěv na Základní umělecké škole Ivanovice na Hané, kde se kromě pedagogické činnosti věnuje i úpravám skladeb různých stylů a žánrů pro žákovské komorní soubory.
Od září roku 2021 je členkou Tria Campanula (spolu s Danielou Hřebíčkovou - varhany a Markétou Kavkovou - flétna).
Je vdaná a má tři děti.

## Dílo

### Instrumentální skladby
- Invence pro trombón sólo (2002)
- Slova na strunách, pro smyčcový kvartet a baryton na texty Paula Verlaina (2002)
- Grafické partitury pro flétnu, housle, violoncello a bicí (2003)
- Letokruhy pro hoboj, violu, harfu a harmonium (2003)
- Hudba pro smyčce a kovové bicí (2004)
- Bratr podzim pro klarinet a klavír (2004)
- Čtyři elementy pro klarinetový kvartet (2004)
- Symfonie Crucifixus pro velký orchestr (2005)
- Lucente stella, pro komorní soubor (2005)
- …a já vím, že přijdeš, pro smyčcový kvartet a vibrafon (2008)
- Gotické tance pro soubor zobcových fléten (2011)
- Malý princ – scénická hudba (2013)

### Vokální skladby
- Exaudi Christe, pro 5 ženských hlasů a komorní soubor (2001)
- Tři pohledy na eucharistii, pro kvartet mužských hlasů (2004)
- Tři sbory na texty Zdeňka Rotrekla (2005)
- Osamělý strom na chladném pobřeží. Písňový cyklus pro soprán, flétnu a klavír (2007)
- Non mi mandar messaggi, pro mezzosoprán, violoncello a preparovaný klavír na text italské středověké poezie (2007)
- Ave Maria pro soprán a varhany (2011)

### Elektroakustické skladby
- Písně sirén. Elektroakustická skladba (2004)
- Duhový ostrov. Elektroakustická skladba (2005)
- Marecage extraterrestre. Elektroakustická skladba (2006)
- Dark Red Moon. Elektroakustická skladba (2006)
- Erató pro soprán a elektroniku (2012)

### Multimediální kompozice
- Příběh kamene – audiovizuální projekt (2007, Brno)
- Smuténka – multimediální projekt pro zpěv, flétnu, bicí a elektroniku (na texty Jana Skácela, Salcburk, 2008)

### Básně
- 1999–2000: Příteli smutku, Moře mlhy, Jen jeden den, Chtíč, Zpytujte svědomí, Lumírovi I, Lumírovi II,Lumírovi III, Pokání, Kocovina, Nocování, Blín
- 2001: Macošské žalesplavy, Návrat, Bratr Podzim
- 2002–2006: Fragmenty, Tři tiché básně
- 2007–2013: Morfeův smutek, Obrazce noci, Vzduch (zelené) vody (Hommage a André Breton), Solitudo (Hommage a Miloslav Ištvan)

### Pěvecký repertoár (nastudované skladby)

#### Repertoár s Brněnskou Cameratou
- G. F. Händel: Lascia ch'io pianga, Cara sposa (árie z opery Rinaldo), Son qual stanco pellegrino (árie z opery Arianna in Creta)
- H. Purcell: Vouch Safe (sólový vstup z Te Deum), Thou Tun'st this World Below (Orpheus Brittanicus), If Love's a Sweet Passion (Fairy Queen)

#### Ostatní repertoár
- G. F. Händel – operní árie: Ombra cara (Radamisto), Se pieta di me non senti, Piangero la sorte mia (Giulio Cesare), Scherza infida (Ariodante), Angels Ever Bright and Fair (Theodora), Ch'io parta (Partenope), Ombra mai fu (Serse), Verdi prati (Alcina), Dove sei amato bene (Rodelinda), Cara sposa, Lascia ch'io pianga (Rinaldo), Verso gia l'alma col sangue (Aci, Galatea e Polifemo)
- H. Purcell: Strike the Viol, What a Sad Fate, Here the Deities Approve (Orpheus Britannicus), O Let Me Weep (Fairy Queen), When I am Laid in Earth (Dido and Aeneas)
- A. Vivaldi: Vedro con mio diletto (árie z opery Giustino), Laudamus Te, Domine Deus Rex Coelestis (Gloria), Cum dederit (Nisi Dominus), Nulla in mundo pax sincera
- N. Porpora: Alto Giove (árie z opery Polifemo)
- J. D. Zelenka: Ave Deus recondite (árie z opery ze života sv. Václava Sub olea pacis et palma virtutis)
- C. Monteverdi: Lasciatemi morire
- G. Caccini: Amarilli
- A. Scarlatti: Caldo sangue (árie z oratoria Sedecia, Re di Gerusaleme)
- A. Dvořák: Když mně stará matka (Cikánské písně), Měsíčku na nebi hlubokém (árie Rusalky ze stejnojmenné opery)
- F. Lehár: Vstupní árie Lisy (Flirten, bisschen flirten z operety Země úsměvů)
- R. Friml: Indiánská píseň lásky (z operety Rose Mary)
- J. Ježek: Svítá
- Duchovní hudba – J.Bach: Schaffe können sicher weiden (Lovecká kantáta BWV 208), Et exsultavit, Quia respexit (Magnificat), Erbarme dich,mein Gott (Matoušovy pašije), A. Caldara: Quis est homo (Stabat Mater), W. A. Mozart: Laudate Dominum, Agnus Dei (Missa solemnis KWV 337), Benedictus, Agnus Dei (Missa Brevis), Ave Maria, Ave Verum Corpus, Alleluia (Exsultate Jubilate), C. Franck: Panis Angelicus, Tantum ergo, Ave Maria, C. Saint-Saens: Ave Maria, Panis Angelicus, A. Lloyd Webber: Pie Jesu (Requiem), G. Fauré: Pie Jesu (Requiem), A. Dvořák: Biblické písně, Ave Maria, Hymnus k Nejsvětější Trojici, F. Schubert: Ave Maria, J. Bařinková: Ave Maria, J. J. Ryba: Pastorelly Rozmilý slavíčku, Libou písničku, G. F. Händel: Tecum Principium (Dixit Dominus), O had I Jubal's Lyre (Joshua), Guardian Angels, Oh Protect Me (The Triumph of Time and Truth), Angels Ever Bright And Fair (Theodora), Haec est Regina Virginum, Rejoice greatly o daughter of Jerusalem (Mesiáš), G. F. Telemann: Immanuel ist da!, C. Gounod: O Salutaris Hostia, Bach/Gounod: Ave Maria, G. F. Sances: O quam tristis (Stabat Mater), J. Parker: Agnus Dei, G. B. Pergolesi: Stabat Mater, Salve Regina in c, Salve Regina in f, Laetatus sum, Ch. Adam: Questa notte, G. Mascagni: Ave Maria, G. Bizet: Agnus Dei